# Jenny Estrada
Pour les articles homonymes, voir Estrada.
Jenny María Estrada Ruiz, née le 21 juin 1940 à Guayaquil (Guayas) où elle meurt le 9 février 2024, est une femme de lettres équatorienne. 
Elle étudie au lycée « La Inmaculada » à Guayaquil, puis y travaille pour des publications comme le quotidien El Universo.

## Œuvres
- Las mujeres de Guayaquil, siglo XVI al XX (1972)
- Personajes y circunstancias
- Matilde Hidalgo de Prócel, una mujer total (1981)
- Mujeres de Guayaquil (1984)
- La epopeya del Aviso Atahualpa (1990)
- Ancón en la historia petrolera ecuatoriana: 1911 - 1976
- El montubio
- Los italianos de Guayaquil